# 일본 제국 해군의 전투 서열 (1942년 7월 14일)
이 문서는 일본 제국 해군의 미드웨이 해전 이후 1942년 7월 14일의 전투 서열 목록이다.
괄호가 처진 함선은 침몰했으나, 서류상으로는 재적되어 있는 함선을 가리킨다.
| - 대본영 - 지나방면함대 - 군령부 - 연합함대 - 제1함대 - 제2함대 - 제3함대 - 제4함대 - 제5함대 - 제6함대 - 제11항공함대 - 남서방면함대 - 제8함대 - 제1남견함대 - 제2남견함대 |

## 연합함대
- 기함: 야마토
- 제1연합통신대: 도쿄 해군통신대, 오와다 통신대
- 부속:
  - 전함: 이세, 휴가
  - 수상기모함함: 지요다, 닛신
  - 제7구축대: 아케보노, 우시오, 사자나미
  - 표적함: 야카제, 세쓰
  - 공작함: 아카시
  - 급탄함: 무로토
  - 특설항공모함: 가스가마루[fn 1]
  - 특설항공모함: 야와타마루[fn 2]
  - 특설순양함: 호코쿠마루, 아이코쿠마루, 기요스미마루, 긴류마루
  - 특설공작함: 야마비코마루, 우라가미마루
  - 특설전람부설선: 산큐마루
  - 특설병원선: 아사히마루, 다카사고마루, 히카와마루

## 제1함대
- 제2전대: 나가토, 무쓰, 후소, 야마시로
- 제6전대: 아오바, 기누가사, 후루타카, 가코
- 제9전대: 기타가미 (순양함), 오이
- 제1수뢰전대: 아무쿠마
  - 제6구축대: 이카즈치, 이나즈마, 히비키, 아카즈키
  - 제21구축대: 하쓰하루, 네노히[fn 3][fn 4], 하쓰시모, 와카바
- 제3수뢰전대: 센다이
  - 제11구축대: 후부키, 시라유키, 하쓰유키, 무라쿠모
  - 제19구축대: 이소나미, 우라나미, 시키나미, 아야나미
  - 제20구축대: 아마기리, 아사기리, 유기리, 시라쿠모
- 부속: 신쇼마루

## 제2함대
- 제4전대: 아타고, 마야, 다카오
- 제5전대: 묘코, 하구로
- 제3전대: 곤고, 하루나
- 제2수뢰전대: 진쓰
  - 제15구축대: 구로시오, 오야시오, 하야시오
  - 제18구축대: 가스미, 아라레, 가게로, 시라누이
  - 제24구축대: 우미카제, 야마카제, 가와카제, 스즈카제
- 제4수뢰전대: 유라
  - 제2구축대: 무라사메, 유다치, 하루사메, 사미다레
  - 제9구축대: 나쓰구모, 아사구모, 미네구모
  - 제27구축대: 아리아케, 유구레, 시라쓰유, 시구레
- 제11항공전대: 지토세, 가미카와마루
- 부속: 가미카제마루

## 제3함대
- 제1항공전대: 쇼카쿠, 즈이카쿠, 즈이호
- 제2항공전대: 준요, 류조
- 제11전대: 히에이, 기리시마
- 제7전대: 구마노, 스즈야, 모가미
- 제8전대: 도네, 지쿠마
- 제10전대: 나가라
  - 제4구축대: 아라시, 하기카제, 노와키, 마이카제
  - 제10구축대: 아키구모, 유구모, 마키구모, 카자구모
  - 제16구축대: 하쓰카제, 유카키제, 아마쓰카제, 도키스쓰카제
  - 제17구축대: 우라카제, 이소카제, 다니카제, 하마카제
- 제1항공기지대
- 부속: 호쇼, (아카기)[fn 5][fn 4], (히류)[fn 5][fn 4], 유카제

## 제4함대
- 기함: 카시마
- 제4근거지대
  - 고에이마루, 제2장안마루, 제2장강마루, 평양마루, 제57, 58구잠대
  - 제41~43경비대, 제21항공대, 제3, 4통신대
- 제5특별근거지대
  - 쇼토쿠마루, 가쓰마루, 제59, 60구잠대
  - 제54경비대, 제5통신대
- 제6특별근거지대
  - 이쿠타마루, 다이도마루, 핫카이산마루, 미쓰시마마루, 제16소해대, 제62, 63, 65구잠대
  - 제61~65경비대, 제19항공대, 제6잠수함기지대, 제6통신대
- 제2해상호위대: 유바리
  - 제29구축대: 오이테, 아사나기, 유나기, 유즈키
  - 노시로마루, 조운마루
- 부속: 도키와, 소야, 구니카와마루
  - 제4항무부, 제4측량대

## 제5함대
- 제21전대: 나치, 다마, 기소
- 제22전대: 아와타마루, 아카기마루, 아사카마루
- 지치지마 방면특별근거지대
  - 제17소해대, 마가네마루, 에도마루
  - 지치지마 해군항공대, 지치지마 해군통신대
- 부속: 호카제, 시오카제
  - 제26잠수대: 로61, 로62, 로65, 로67
  - 제33잠수대: 로63, 로64, 로68
  - 제13구잠대, 제1~3감시정대, 기미카와마루, 고와마루, 제2히노마루, 제10후쿠에마루, 고즈마루, 제1운요마루
  - 제5경비대

## 제6함대
- 기함: 카토리
- 제1잠수전대: 헤이안마루, 이9
  - 제2잠수대: 이15, 이17, 이19
  - 제4잠수대: 이25, 이26
  - 제15잠수대: 이31, 이32, 이33
- 제2잠수전대: 산토스마루, 이7
  - 제7잠수대: 이1, 이2, 이3
  - 제8잠수대: 이4, 이5, 이6
- 제3수전대: 야스쿠니마루, 이11
  - 제11잠수대: 이74, 이75
  - 제12잠수대: 이168, 이169, 이171, 이172
- 제8잠수전대: 히에마루, 이7, 이10
  - 제1잠수대: 이16, 이18, 이20
  - 제3잠수대: 이21, 이22, 이24
  - 제14잠수대: 이27, 이29, 이30

## 제11항공함대
- 제22항공전대
  - 비호 해군항공대
  - 원산 해군항공대
  - 후지카와마루
- 제24항공전대
  - 지토세 해군항공대
  - 카모이
  - 제1항공대
  - 제14항공대
  - 고슈마루
- 제25항공전대
  - 요코하마 해군항공대
  - 타이난 해군항공대
  - 아키쓰시마
  - 제4항공대
  - 모가미가와마루
- 제26항공전대
  - 미사와 해군항공대
  - 기사라즈 해군항공대
  - 제6항공대
- 직속:
  - 리온마루
  - 기이요마루
  - 나고야마루
  - 제34구축대: 하네카제, 아키카제, 다치카제

## 남서방면함대
- 직속
  - 제1해상호위대
- 부속
  - 리우데자네이루마루

### 제8함대
- 기함: 쵸카이
- 제18전대: 덴류, 다쓰타
- 제7잠수전대: 진게이
  - 제13잠수대: 이121, 이122, 이123
  - 제21잠수대: 로33, 로34
- 제7근거지대
  - 제23, 32구잠대
  - 제85잠수함기지대, 제85통신대
- 제8근거지대
  - 제20, 21호소해정, 제21, 56구잠대, 제31호 구잠정, 제5포함대
  - 제81, 82, 84경비대, 제8잠수함기지대, 제8통신대
- 부속: 쓰가루, 기요카와마루
  - 제30구축대: 무쓰키, 야요이, 모치즈키, 우쓰키
  - 구레 진수부 제3특별육전대, 사세보 진수부 제5특별육전대, 제2항공대, 제10～15설상대

### 제1남견함대
(자료 미발견)

### 제2남견함대
(자료 미발견)

### 제3남견함대
- 직속: 구마, 야에야마
  - 제21항공전대: 가노야 해군항공대, 둥강 해군항공대, 가쓰라기마루
  - 제23항공전대: 다카오 해군항공대, 제3항공대
- 제31특별근거지대대
  - 제17, 18호소해정, 제31구잠대
- 제32특별근거지대대
  - 우창마루
- 부속: 사누키마루, 니치유마루, 제36교도마루
  - 제31항공대, 제2측량대

## 구레 진수부
- 구레 해병단
- 오타케 해병단
- 구레 잠수함기지대
- 구레 해군 항무부
- 도쿠야마 해군 항무부
- 구레 해군 통신대
- 구레 해군 항공대
- 사에키 해군항공대
- 이와쿠니 해군항공대
- 장갑순양함: 야쿠모, 이와테
- 어뢰정: 하토
- 잠수모함: 조케이
- 제18잠수대: 이(伊)호 이153, 이154, 이155
- 제19잠수대: 이(伊)호 이156, 이157, 이159, 이158
- 제6잠수대: 로57, 로58, 로59
- 구레 해군경비대
- 구레 방비전대
  - 제25～27구축정
  - 사에키방비대
  - 특설순양함 겸 부설함: 사이쿵마루, 방콕마루
  - 제31, 33, 34소소해대
  - 시모노세키 방비대
- 제20연합항공대

오이테 해군항공대, 우사 해군항공대, 하카타 해군항공대, 오무라 해군항공대
도쿠시마 해군항공대, 고마쓰시마 해군항공대

## 요코스카 진수부
- 요코스카 제1, 2해병단
- 요코스카 잠수함기지대
- 요코스카 해군항무부
- 요코스카 해군통신대
- 요코스카 해군항공대
- 다테야마 해군항공대
- 잠수모함 고마하시
- 구축함 오보로, 사와카제, 오키카제
- 잠수함 로31
- 구잠정 제22호, 제23호, 제24호
- 제4감시정대
- 요코스카 해군경비대
- 요코스카 방비전대
  - 요코스카 방비대
    - 특설포함 겸 부설함 가사키마루, 곤고산마루
    - 특설포함 게이쓰마루, 제2호히요시마루

  - 소해정 제256호, 제26호
- 제11연합항공대
  - 가스미가우라 해군항공대
  - 쓰쿠바 해군항공대
  - 야다베 해군항공대
  - 햐쿠리하라 해군항공대
  - 나고야 해군항공대
  - 가시마해군항공대
  - 기타우라 해군항공대
  - 오쓰 해군항공대
  - 쓰치우라 해군항공대

## 같이 보기
- 일본 제국 해군의 전투 서열 (1941년 12월 10일), 태평양 전쟁 시작
- 일본 제국 해군의 전투 서열 (1943년 4월 1일), 과달카날 제도 철수 이후
- 일본 제국 해군의 전투 서열 (1944년 4월 1일), 전시편제제도 개정 이후
- 일본 제국 해군의 전투 서열 (1944년 8월 15일), 마리아나 해전 이후
- 일본 제국 해군의 전투 서열 (1945년 3월 1일), 기쿠스이 작전 직전
- 일본 제국 해군의 전투 서열 (1945년 6월 1일), 말기

## 참고